# UFC 166
UFC 166: Velasquez vs. dos Santos III foi um evento de artes marciais mistas promovido pelo Ultimate Fighting Championship, ocorrido em 19 de outubro de 2013 no Toyota Center em Houston, Texas.

## Background
O  evento principal foi a disputa do Cinturão Peso Pesado do UFC, entre o americano com ascendência mexicana Cain Velasquez e o brasileiro Junior Cigano, que fizeram o terceiro confronto, que terminou com a segunda vitória de Velasquez.
A luta entre Francisco Rivera e George Roop era esperada para acontecer nesse evento, porém, foi movida para o UFC: Fight for the Troops 3 e substituída pela luta entre Sarah Kaufman e Jessica Eye.
Matt Grice e Jeremy Larsen se enfrentariam no evento. Porém, Grice teve que se retirar da luta após sofrer um acidente de carro sofrido em seu estado natal de Oklahoma lhe rendeu lesões sérias.
Estevan Payan era esperado para enfrentar Charles Oliveira no evento, porém uma lesão o tirou do evento. Seu substituto foi Jeremy Larsen, que enfrentaria Matt Grice, que sofreu um acidente de carro.
Luke Rockhold era esperado para enfrentar Tim Boetsch no evento, porém, uma lesão o tirou do evento. Sendo substituído por C.B. Dollaway.
Charles Oliveira estava escalado para lutar contra Jeremy Larsen no evento, mas uma lesão na coxa o impediu de continuar, e acabou sendo substituído pelo também americano e estreante Andre Fili.

## Card Oficial
Nota 1 Pelo Cinturão Peso-Pesado do UFC.

Nota 2 Eye havia vencido por Decisão Dividida. Porém, em Fevereiro de 2014 a Comissão Atlética do Estado do Texas (TSAC) declarou a luta Sem Resultado.

## Bônus da Noite
- Luta da Noite:  Gilbert Melendez vs.  Diego Sanchez
- Nocaute da Noite:  John Dodson
- Finalização da Noite:  Tony Ferguson